# Claudio da Passano
Claudio da Passano (Buenos Aires, 12 de mayo de 1957 - Ibidem, 25 de enero de 2023) fue un actor argentino. Hijo de los actores Camilo da Passano y María Rosa Gallo, y hermano de la actriz Alejandra da Passano.

## Biografía
Se formó actoralmente con María Esther Fernández, Agustín Alezzo y Joy Morris. Tomó cursos y seminarios de otras disciplinas como clown, esgrima, técnicas vocales, expresión corporal y tocó instrumentos musicales como el piano, la batería y el clarinete.
Hizo su debut teatral en 1983, y desarrolló una extensa carrera en ese ámbito, tanto en producciones independientes como del circuito comercial. Fue fundador e integrante del grupo de teatro independiente La Banda de la Risa, con el que realizó varias presentaciones en el país y en el exterior. Con la obra I pagliacci ganaron el premio ACE al mejor espectáculo de humor.
En 2019 obtuvo un premio ACE por su brillante actuación en Hamlet, en el papel de Polonio.
En 2021 la Fundación Konex le "heredó" la premiación de su madre en las ediciones 1981 y 1991, otorgándole en aquélla edición el Konex en la disciplina Actor de Teatro por el período 2011-2020.

## Trabajos

### Teatro
- Los hijos se han dormido
- La gaviota
- Jettatore
- Huellas de tinta (las marcas de un Siglo)
- Perla
- Todos los grandes gobiernos han evitado el teatro íntimo
- Entre bueyes no hay cornadas
- El retrato del pibe
- El Fausto o rajemos que viene Mefisto
- La noche canta sus canciones
- Derrame
- El día que Nietzsche lloró
- Orejitas perfumadas
- La resistible ascensión de Arturo Ui
- Sinvergüenzas
- El himno
- Un enemigo del pueblo
- Pingüinos
- Las visiones de Simone Machard
- Memoria del infierno
- El Martín Fierro
- Invisibles
- Los Faustos
- Romeo y Julieta
- Terrenal - Pequeño misterio ácrata (2014-continúa)
- Hamlet
- El río en mi
- Toc toc

### Cine
- Abierto día y noche (1981)
- Atrapadas (1984)
- Chechechela, una chica de barrio (1986)
- Vínculos (1987)
- Paraíso Relax (Casa de masajes) (1988)
- Delito de corrupción (1991)
- ¿Dónde estás, amor de mi vida, que no te puedo encontrar? (1992)
- Un hijo genial (2003)
- Papá se volvió loco (2005)
- Nuevo mundo (2006)
- La loma... no todo es lo que aparenta (2007)
- Martín Fierro: la película (2007)
- Barrefondo (2017)
- Yo nena, yo princesa (2021)
- El paraíso (2022)
- Argentina, 1985 (2022)
- Cuando la miro (2022)

### Televisión
- Amor prohibido (1986)
- Requetepillos (1988)
- Alta comedia
- Corazones de fuego (1992)
- CyberSix (1995)
- Poliladron (1995-1997)
- Chiquititas (1997-1998) - Raúl
- Frecuencia 04 (2004)
- Los secretos de papá (2004-2005) - José
- El jardín de bronce (2017-2019) - Oficial Marcos Silva
- El Tigre Verón (2021) - Sergio
- Limbo (2022) - Antonio García